# Char kway teow
Char kway teow literalmente "fideos planos fritos", es un plato a base de fideos fritos muy popular en Malasia y Singapur. Está elaborado de fideos planos (denominados Shāhe fěn o he fěn en chino), aproximadamente de 1 cm o más finos en anchura, fritos sobre una fuente caliente y mezclados con una salsa de soja oscura, chilli, gambas, berberechos, huevo, mungo y ajos chinos. Se suelen añadir algunas rodajas de salchicha china y pastel de pescado; también se acostumbra a freír con algunas tiras de tocino de cerdo, con algunos croutons crujientes de carne de cerdo, lo que le da un sabor característico. Este plato es también popular en algunos establecimiento callejeros de Australia y Nueva Zelanda.

## Características
El Char kway teow tiene una reputación de ser poco sano debido a su alto contenido en grasa. Sin embargo el plato fue inventado por gente humilde, labradores que necesitaban un plato con gran contenido energético. El contenido de grasa y el bajo costo de este plato se hace atractivo para las clases más humildes ya que es una fuente de energía y nutrientes.

## Variaciones

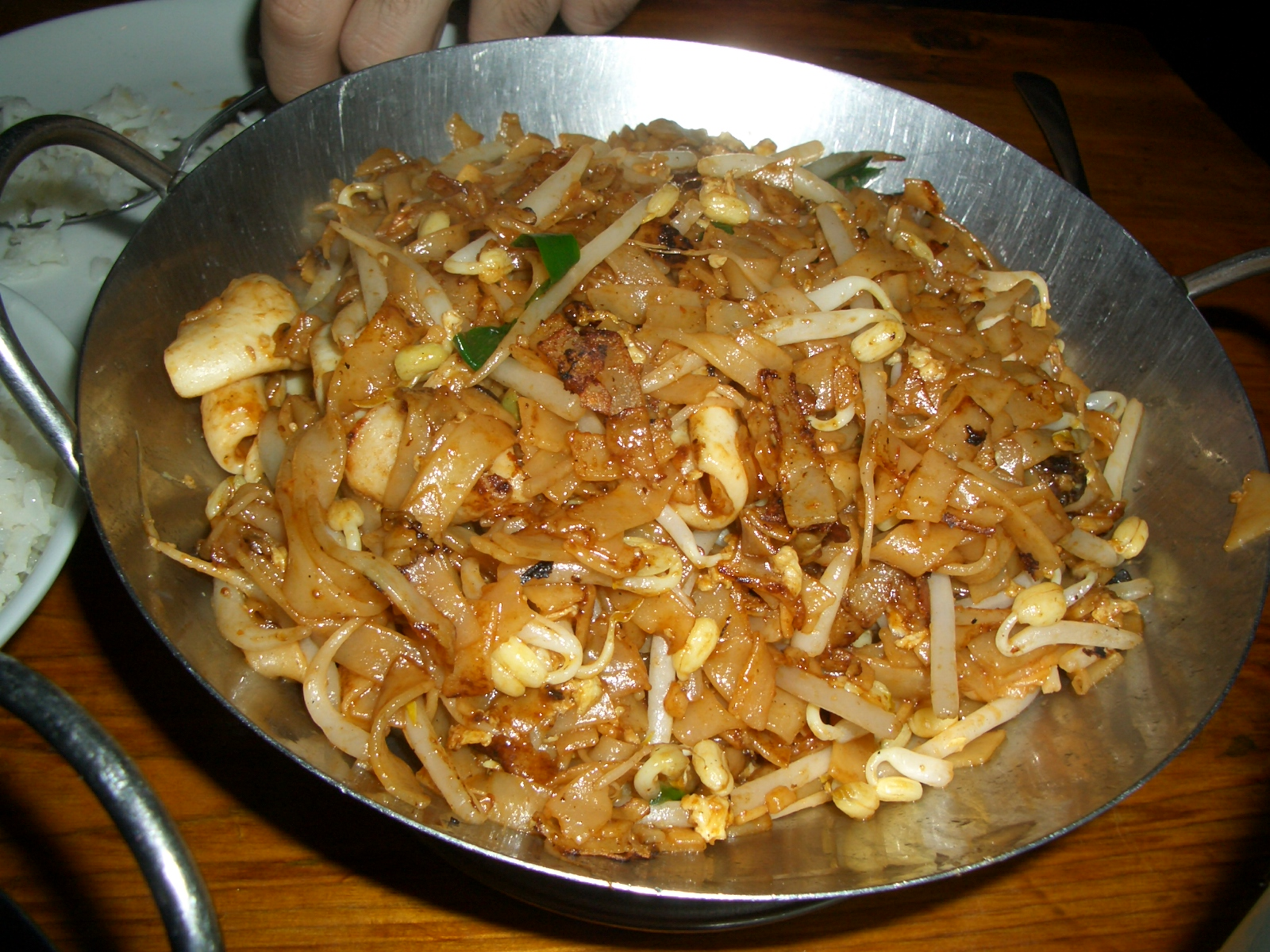
Penang Char Koay Teow.

Una variación de este plato de fideos char koay teow se puede encontrar en el estado isleño de Penang, Malasia. La versión de char kuay teow encuentra en este lugar huevos de pato (para ensalzar el sabor) y carne de cangrejo (para proporcionar una textura más dulce). Otra evolución de este plato es aquel que se elabora sin freír tanta grasa de cerdo. Esta evolución ha venido en denominarse char kway teow' y tiene mucha aceptación entre la comunidad musulmana en Malasia.